# 대전 서구청장 선거
대전 서구청장 선거는 대전광역시 서구의 구청장을 선출하는 선거이다.

## 역대 민선 서구청장
| 선거   | 정당 | 정당           | 구청장 |
| ------ | ---- | -------------- | ------ |
| 1995년 |      | 자유민주연합   | 이헌구 |
| 1998년 |      | 자유민주연합   | 이헌구 |
| 2000년 |      | 자유민주연합   | 가기산 |
| 2002년 |      | 자유민주연합   | 가기산 |
| 2006년 |      | 한나라당       | 가기산 |
| 2010년 |      | 자유선진당     | 박환용 |
| 2014년 |      | 새정치민주연합 | 장종태 |
| 2018년 |      | 더불어민주당   | 장종태 |
| 2022년 |      | 국민의힘       | 서철모 |

## 역대 선거 결과

### 제1회 전국동시지방선거
|  | 61.71% |

|  | 15.85% |

|  | 14.38% |

|  | 8.05% |

### 제2회 전국동시지방선거
|  | 47.55% |

|  | 18.84% |

|  | 17.39% |

|  | 8.27% |

|  | 7.92% |

### 2000년 대한민국 재보궐선거
이헌구 구청장의 사망으로 인해 치러진 2000년 대한민국 재보궐선거에서 자유민주연합 가기산 후보가 당선되었다.

### 제3회 전국동시지방선거
|  | 44.93% |

|  | 41.67% |

|  | 13.38% |

### 제4회 전국동시지방선거
|  | 54.76% |

|  | 30.41% |

|  | 14.82% |

### 제5회 전국동시지방선거
|  | 38.26% |

|  | 34.51% |

|  | 24.63% |

|  | 2.58% |

### 제6회 전국동시지방선거
|  | 48.29% |

|  | 48.14% |

|  | 3.55% |

### 제7회 전국동시지방선거
|  | 66.45% |

|  | 25.35% |

|  | 8.19% |

### 제8회 전국동시지방선거
|  | 53.25% |

|  | 46.74% |